# Nanaimo Town Indian Reserve 1
Nanaimo Town Indian Reserve 1 (franska: Réserve indienne Nanaimo Town 1) är ett reservat i Kanada.   Det ligger i provinsen British Columbia, i den sydvästra delen av landet, 3 600 km väster om huvudstaden Ottawa.
I omgivningarna runt Nanaimo Town Indian Reserve 1 växer i huvudsak blandskog. Runt Nanaimo Town Indian Reserve 1 är det glesbefolkat, med 15 invånare per kvadratkilometer.